# Difuzní skleróza
(Schilderova) difuzní skleróza, známá též jako Schilderova nemoc, je velmi vzácné neurodegenerativní onemocnění, které se klinicky projevuje jako pseudotumorová demyelinizační léze. Nemoc obvykle začíná v dětství a postihuje děti ve věku 5 až 14 let. Onemocnění dospělých je však také možné. Nemoc je považována za jednu z hraničních forem roztroušené sklerózy (RS).
Symptomy jsou podobné jako u RS a mohou zahrnovat demenci, afázii, záchvaty, změny osobnosti, zhoršenou pozornost, tremory, inkontinenci, svalovou slabost, špatnou stabilitu, bolesti hlavy, zvracení a zhoršení zraku a řeči.
Nemoc popsal v roce 1912 Paul Ferdinand Schilder.